# Municipio de Madison (condado de Grant, Arkansas)
El municipio de Madison (en inglés: Madison Township) es un municipio ubicado en el condado de Grant en el estado estadounidense de Arkansas. En el año 2010 tenía una población de 713 habitantes y una densidad poblacional de 4,09 personas por km².

## Geografía
El municipio de Madison se encuentra ubicado en las coordenadas 34°7′3″N 92°18′3″O / 34.11750, -92.30083. Según la Oficina del Censo de los Estados Unidos, el municipio tiene una superficie total de 174.3 km², de la cual 174.27 km² corresponden a tierra firme y (0.02%) 0.03 km² es agua.

## Demografía
Según el censo de 2010, había 713 personas residiendo en el municipio de Madison. La densidad de población era de 4,09 hab./km². De los 713 habitantes, el municipio de Madison estaba compuesto por el 96.35% blancos, el 0.84% eran afroamericanos, el 0.98% eran amerindios, el 0.28% eran asiáticos, el 0.14% eran isleños del Pacífico, el 0.98% eran de otras razas y el 0.42% pertenecían a dos o más razas. Del total de la población el 1.12% eran hispanos o latinos de cualquier raza.